# Якубівка (Вінницький район)
Яку́бівка — село в Україні, у Іллінецькій міській територіальній громаді Вінницького району Вінницької області.

## Історія
1864 року за описом Лаврентія Похилевича село належало Карлу Карловичу Држевецькому, в ньому мешкало 845 селян, що обробляли 1947 десятин землі. Родина власника користувалась окремою кам'яною церквою. Кам'яну православну Троїцьку церкву було побудовано 1811 року на місці колишньої дерев'яної коштом покійного поміщика Журавського.
Станом на 1885 рік у колишньому власницькому селі Жорницької волості Липовецького повіту Київської губернії мешкало 800 осіб, налічувалось 140 дворових господарств, існували православна церква, католицька каплиця, школа, постоялий будинок.
За переписом 1897 року кількість мешканців зросла до 1127 осіб (537 чоловічої статі та 590 — жіночої), з яких 1090 — православної віри.
12 червня 2020 року, відповідно до розпорядження Кабінету Міністрів України № 707-р «Про визначення адміністративних центрів та затвердження територій територіальних громад Вінницької області» село увійшло до складу Іллінецької міської громади.
19 липня 2020 року, в результаті адміністративно-територіальної реформи та ліквідації Іллінецького району, село увійшло до складу Вінницького району.

## Символіка
Затверджена 18 липня 2018 р. рішенням № 646 XXXIV сесії міської ради VIII скликання. Автори — В. М. Напиткін, К. М. Богатов, Г. І. Майданюк.

### Герб
Щит розділений в косий хрест. В першій червоній частині срібна роздвоєна острога, в другій і третій зелених — по срібному мішку з золотою пшеницею, у нижній червоній золотий розширений хрест. Герб вписаний в золотий декоративний картуш і увінчаний золотою сільською короною. Унизу картуша напис «ЯКУБІВКА».
Герб означає належність села до Вінницького козацького полку.

### Прапор
Квадратне полотнище розділене діагонально. В верхній червоній частині біла роздвоєна острога, у древковій і вільній зелених — по білому мішку з жовтою пшеницею, у нижній червоній жовтий розширений хрест.